# NHL Heritage Classic 2011

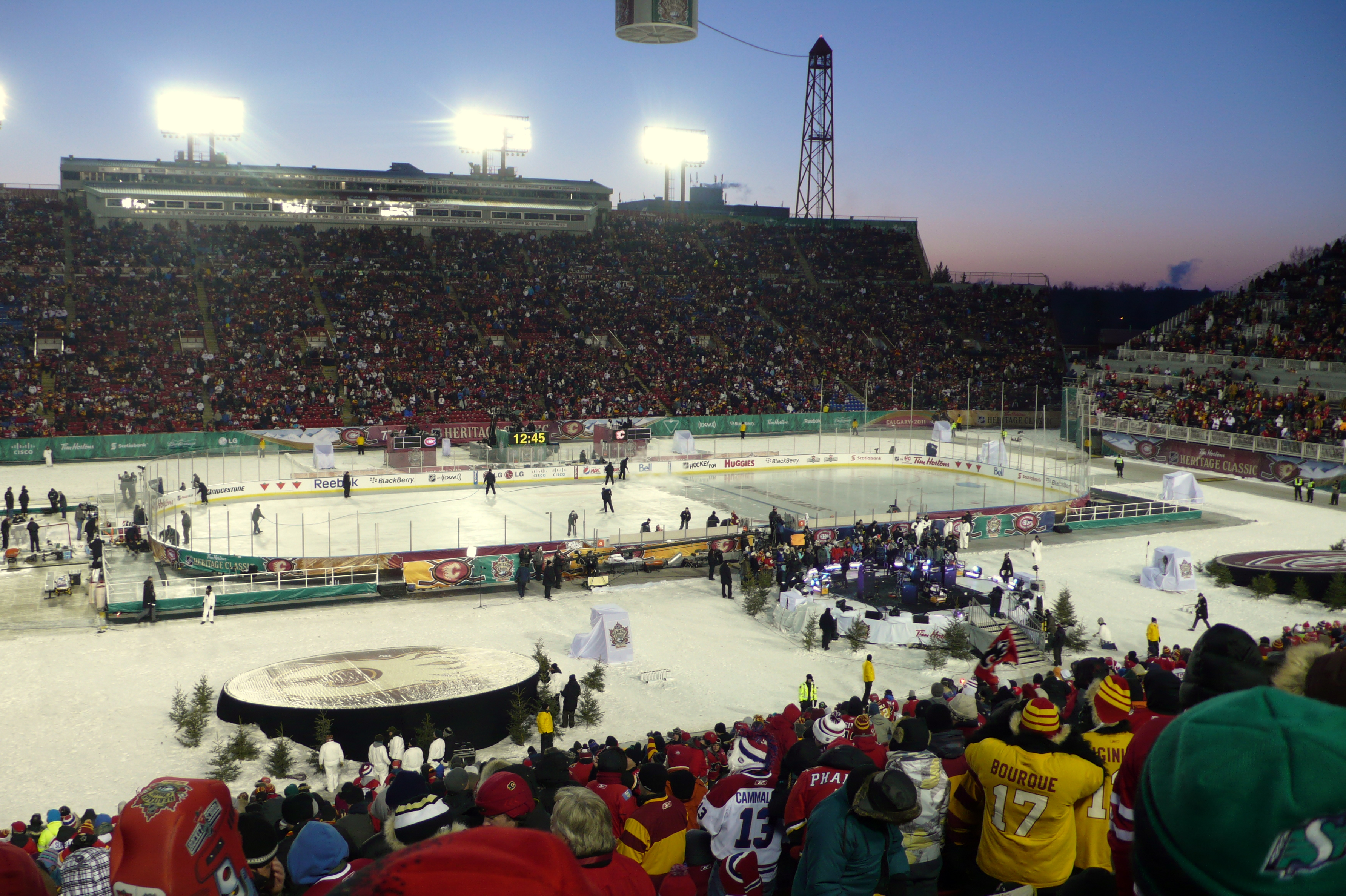
NHL Heritage Classic på McMahon Stadium, 2011.

Tim Hortons NHL Heritage Classic 2011 var ett sportarrangemang i den nordamerikanska ishockeyligan National Hockey League (NHL) där en grundspelsmatch spelades mellan Calgary Flames och Montreal Canadiens på McMahon Stadium i Calgary, Alberta i Kanada den 20 februari 2011.

## Matchen

### Trupperna

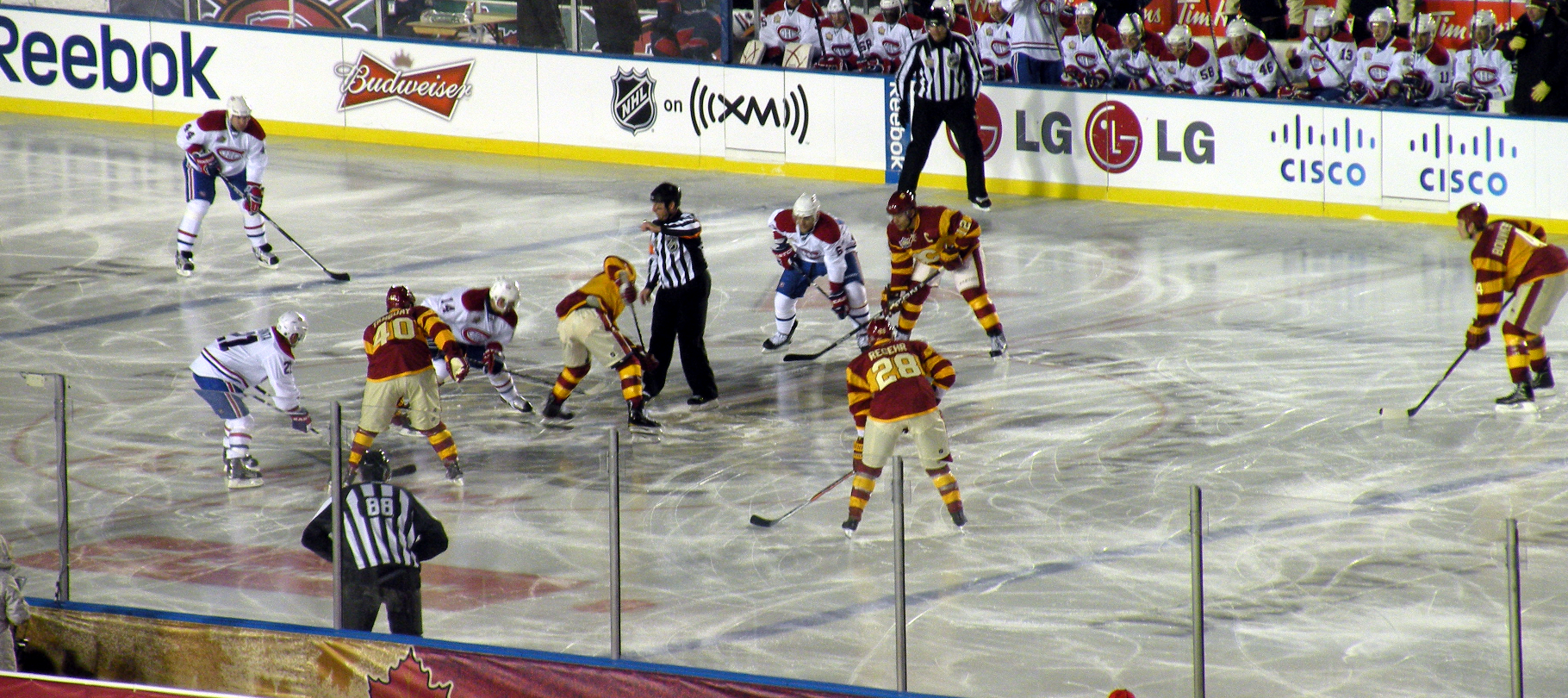
Calgary Flames mot Montreal Canadiens (vita) vid starten av matchens tredje period.

Lagens spelartrupper till matchen.
| Namn                | Namn                | Position       |
| ------------------- | ------------------- | -------------- |
| Anton Babtjuk       | Anton Babtjuk       | Back           |
| Mikael Backlund     | Mikael Backlund     | Center         |
| René Bourque        | René Bourque        | Vänsterforward |
| Jay Bouwmeester (A) | Jay Bouwmeester (A) | Back           |
| Mark Giordano       | Mark Giordano       | Back           |
| Curtis Glencross    | Curtis Glencross    | Vänsterforward |
| Niklas Hagman       | Niklas Hagman       | Vänsterforward |
| Jarome Iginla (C)   | Jarome Iginla (C)   | Högerforward   |
| Tim Jackman         | Tim Jackman         | Högerforward   |
| Olli Jokinen        | Olli Jokinen        | Center         |
| Henrik Karlsson     | Henrik Karlsson     | Målvakt        |
| Miikka Kiprusoff    | Miikka Kiprusoff    | Center         |
| Tom Kostopoulos     | Tom Kostopoulos     | Högerforward   |
| Brendan Morrison    | Brendan Morrison    | Center         |
| David Moss          | David Moss          | Högerforward   |
| Robyn Regehr (A)    | Robyn Regehr (A)    | Back           |
| Cory Sarich         | Cory Sarich         | Back           |
| Steve Staios        | Steve Staios        | Back           |
| Matt Stajan         | Matt Stajan         | Center         |
| Alex Tanguay        | Alex Tanguay        | Vänsterforward |
| Tränare             |                     |                |
| Brent Sutter        |                     |                |

| Namn              | Namn              | Position       |
| ----------------- | ----------------- | -------------- |
| Alex Auld         | Alex Auld         | Målvakt        |
| Mike Cammalleri   | Mike Cammalleri   | Vänsterforward |
| David Desharnais  | David Desharnais  | Center         |
| Lars Eller        | Lars Eller        | Center         |
| Hal Gill (A)      | Hal Gill (A)      | Back           |
| Brian Gionta (C)  | Brian Gionta (C)  | Högerforward   |
| Scott Gomez       | Scott Gomez       | Center         |
| Jeff Halpern      | Jeff Halpern      | Center         |
| Roman Hamrlík     | Roman Hamrlík     | Back           |
| Andrej Kastsitsyn | Andrej Kastsitsyn | Vänsterforward |
| Paul Mara         | Paul Mara         | Back           |
| Travis Moen       | Travis Moen       | Vänsterforward |
| Max Pacioretty    | Max Pacioretty    | Vänsterforward |
| Tomáš Plekanec    | Tomáš Plekanec    | Center         |
| Benoît Pouliot    | Benoît Pouliot    | Vänsterforward |
| Carey Price       | Carey Price       | Målvakt        |
| P.K. Subban       | P.K. Subban       | Back           |
| Yannick Weber     | Yannick Weber     | Back           |
| Ryan White        | Ryan White        | Center         |
| James Wisniewski  | James Wisniewski  | Back           |
| Tränare           |                   |                |
| Jacques Martin    |                   |                |

### Resultatet
|  | 20 februari 2011 | Calgary Flames | 4 – 0 | Montreal Canadiens                                      | McMahon Stadium                                                                                            | |
|  |                  | Första perioden: René Bourque (PP) (8:09) Assists: Tanguay, Jokinen Andra perioden: Anton Babtjuk (12:44) Assists: Glencross, Morrison René Bourque (14:46) Assist: Sarich Tredje perioden: Alex Tanguay (PP) (10:53) Assists: Iginla, Morrison |       | Första perioden: — Andra perioden: — Tredje perioden: — | Calgary, Alberta, Kanada Publik: 41 022 Domare: Mike Leggo, Brad Meier Linjedomare: Mike Cvik, Mark Wheler | Calgary, Alberta, Kanada Publik: 41 022 Domare: Mike Leggo, Brad Meier Linjedomare: Mike Cvik, Mark Wheler |
|  |                  | |       |                                                         | Calgary, Alberta, Kanada Publik: 41 022 Domare: Mike Leggo, Brad Meier Linjedomare: Mike Cvik, Mark Wheler | Calgary, Alberta, Kanada Publik: 41 022 Domare: Mike Leggo, Brad Meier Linjedomare: Mike Cvik, Mark Wheler |
|  |                  | |       |                                                         | Calgary, Alberta, Kanada Publik: 41 022 Domare: Mike Leggo, Brad Meier Linjedomare: Mike Cvik, Mark Wheler | Calgary, Alberta, Kanada Publik: 41 022 Domare: Mike Leggo, Brad Meier Linjedomare: Mike Cvik, Mark Wheler |

#### Matchstatistik
|                     | Calgary Flames | Montreal Canadiens |
| ------------------- | -------------- | ------------------ |
| Powerplay           | 2/4            | 0/1                |
| Tacklingar          | 9              | 18                 |
| Vunna tekningar (%) | 49             | 51                 |
| Blockerade skott    | 17             | 13                 |
| Utvisningsminuter   | 2              | 8                  |

| Period | Calgary Flames | Montreal Canadiens |
| ------ | -------------- | ------------------ |
| Första | 19             | 8                  |
| Andra  | 11             | 21                 |
| Tredje | 7              | 10                 |
| Totalt | 37             | 39                 |

#### Utvisningar
| Spelare         | Utvisning       | Utvisningsminuter | Tid             |
| Första perioden | Första perioden | Första perioden   | Första perioden |
| Andra perioden  | Andra perioden  | Andra perioden    | Andra perioden  |
| --------------- | --------------- | ----------------- | --------------- |
| Jay Bouwmeester | Interference    | 2:00              | 10:59           |
| Tredje perioden |                 |                   |                 |
| Källa:          |                 |                   |                 |

| Spelare                                            | Utvisning       | Utvisningsminuter | Tid             |
| Första perioden                                    | Första perioden | Första perioden   | Första perioden |
| -------------------------------------------------- | --------------- | ----------------- | --------------- |
| P.K. Subban                                        | Tripping        | 2:00              | 6:11            |
| Hal Gill                                           | Tripping        | 2:00              | 6:44            |
| Andra perioden                                     |                 |                   |                 |
| Roman Hamrlík                                      | Hög klubba      | 2:00              | 0:45            |
| Tredje perioden                                    |                 |                   |                 |
| Roman Hamrlík                                      | Hakning         | 2:00              | 8:58            |
| Termer: Förseelser som leder till utvisningsstraff |                 |                   |                 |

### Statistik

#### Calgary Flames

##### Utespelare
| Spelare          | Mål | Assist | Poäng | +/− | Utvisningsminuter | Skott | Vunna tekningar (%) | Tacklingar | Tid på isen |
| ---------------- | --- | ------ | ----- | --- | ----------------- | ----- | ------------------- | ---------- | ----------- |
| René Bourque     | 2   | 0      | 2     | +1  | 0                 | 11    | —                   | 1          | 15:23       |
| Alex Tanguay     | 1   | 1      | 2     | 0   | 0                 | 4     | —                   | 0          | 18:28       |
| Brendan Morrison | 0   | 2      | 2     | +1  | 0                 | 1     | 55                  | 0          | 16:47       |
| Anton Babtjuk    | 1   | 0      | 1     | +1  | 0                 | 2     | —                   | 0          | 15:48       |
| Curtis Glencross | 0   | 1      | 1     | +1  | 0                 | 2     | —                   | 3          | 15:02       |
| Jarome Iginla    | 0   | 1      | 1     | 0   | 0                 | 2     | 40                  | 0          | 20:24       |
| Olli Jokinen     | 0   | 1      | 1     | 0   | 0                 | 2     | 40                  | 1          | 16:44       |
| Cory Sarich      | 0   | 1      | 1     | +2  | 0                 | 0     | —                   | 1          | 18:07       |
| Mikael Backlund  | 0   | 0      | 0     | 0   | 0                 | 1     | 55                  | 0          | 12:04       |
| Jay Bouwmeester  | 0   | 0      | 0     | 0   | 2                 | 2     | —                   | 0          | 24:33       |
| Mark Giordano    | 0   | 0      | 0     | +1  | 0                 | 2     | —                   | 0          | 21:40       |
| Niklas Hagman    | 0   | 0      | 0     | 0   | 0                 | 1     | —                   | 0          | 11:17       |
| Tim Jackman      | 0   | 0      | 0     | +1  | 0                 | 2     | —                   | 0          | 12:46       |
| Tom Kostopoulos  | 0   | 0      | 0     | 0   | 0                 | 3     | 0                   | 1          | 14:30       |
| David Moss       | 0   | 0      | 0     | 0   | 0                 | 2     | 25                  | 1          | 14:44       |
| Robyn Regehr     | 0   | 0      | 0     | 0   | 0                 | 0     | —                   | 1          | 23:03       |
| Steve Staios     | 0   | 0      | 0     | 0   | 0                 | 0     | —                   | 0          | 14:14       |
| Matt Stajan      | 0   | 0      | 0     | +1  | 0                 | 0     | 57                  | 0          | 12:26       |
| Källa:           |     |        |       |     |                   |       |                     |            |             |

##### Målvakt
| Spelare          | Skott mot sig | Räddningar | Insläppta mål | Räddningsprocent | Utvisningsminuter | Tid på isen |
| ---------------- | ------------- | ---------- | ------------- | ---------------- | ----------------- | ----------- |
| Miikka Kiprusoff | 39            | 39         | 0             | 1,000            | 0                 | 60:00       |
| Källa:           |               |            |               |                  |                   |             |

#### Montreal Canadiens

##### Utespelare
| Spelare           | Mål | Assist | Poäng | +/− | Utvisningsminuter | Skott | Vunna tekningar (%) | Tacklingar | Tid på isen |
| ----------------- | --- | ------ | ----- | --- | ----------------- | ----- | ------------------- | ---------- | ----------- |
| Mike Cammalleri   | 0   | 0      | 0     | -1  | 0                 | 3     | —                   | 0          | 12:47       |
| David Desharnais  | 0   | 0      | 0     | -1  | 0                 | 1     | 47                  | 0          | 11:14       |
| Lars Eller        | 0   | 0      | 0     | 0   | 0                 | 1     | —                   | 1          | 9:51        |
| Hal Gill          | 0   | 0      | 0     | 0   | 2                 | 3     | —                   | 2          | 21:12       |
| Brian Gionta      | 0   | 0      | 0     | -1  | 0                 | 2     | 0                   | 0          | 19:21       |
| Scott Gomez       | 0   | 0      | 0     | 0   | 0                 | 0     | 58                  | 1          | 19:47       |
| Jeff Halpern      | 0   | 0      | 0     | 0   | 0                 | 1     | 50                  | 0          | 10:24       |
| Roman Hamrlík     | 0   | 0      | 0     | -1  | 4                 | 1     | —                   | 0          | 21:25       |
| Andrej Kastsitsyn | 0   | 0      | 0     | 0   | 0                 | 3     | —                   | 1          | 17:01       |
| Paul Mara         | 0   | 0      | 0     | 0   | 0                 | 2     | —                   | 2          | 15:46       |
| Travis Moen       | 0   | 0      | 0     | 0   | 0                 | 3     | —                   | 2          | 14:58       |
| Max Pacioretty    | 0   | 0      | 0     | -2  | 0                 | 2     | —                   | 0          | 16:38       |
| Tomáš Plekanec    | 0   | 0      | 0     | -1  | 0                 | 8     | 52                  | 2          | 20:01       |
| Benoît Pouliot    | 0   | 0      | 0     | 0   | 0                 | 1     | —                   | 1          | 10:39       |
| P.K. Subban       | 0   | 0      | 0     | -1  | 2                 | 5     | —                   | 1          | 23:41       |
| Yannick Weber     | 0   | 0      | 0     | -1  | 0                 | 2     | —                   | 2          | 17:51       |
| Ryan White        | 0   | 0      | 0     | 0   | 0                 | 0     | —                   | 3          | 9:03        |
| James Wisniewski  | 0   | 0      | 0     | -1  | 0                 | 1     | —                   | 0          | 20:29       |
| Källa:            |     |        |       |     |                   |       |                     |            |             |

##### Målvakt
| Spelare     | Skott mot sig | Räddningar | Insläppta mål | Räddningsprocent | Utvisningsminuter | Tid på isen |
| ----------- | ------------- | ---------- | ------------- | ---------------- | ----------------- | ----------- |
| Carey Price | 37            | 33         | 4             | 0,892            | 0                 | 60:00       |
| Källa:      |               |            |               |                  |                   |             |